# ويليام غوردون برانتلي
ويليام غوردون برانتلي هو محامي وسياسي أمريكي، ولد في 18 سبتمبر 1860 في بلاكشير في الولايات المتحدة، وتوفي في 11 سبتمبر 1934 في واشنطن العاصمة في الولايات المتحدة. نشط حزبياً في الحزب الديمقراطي. وقد انتخب عضو مجلس نواب جورجيا ‏ وانتخب عضو مجلس النواب الأمريكي ‏.